# 뉴사우스웨일스 주립 미술관
뉴사우스웨일스 주립 미술관(Art Gallery of New South Wales)은 시드니의 도메인 지역에 위치한 미술관으로 1871년 설립된 빅토리아 국립 미술관에 이어 오스트레일리아에서 두 번째로 큰 미술관이다.

## 관람
상시 전시의 경우 입장료는 무료이며, 특별 전시의 경우 유료로 운영되기도 한다. 매일 오전 10시부터 오후 5시까지 운영하며 매 주 수요일의 경우 오후 9시까지 운영하며 이 날에는 콘서트나 영화를 볼 수 있는 행사가 열리기도 한다.

(부활절 연휴 중 Good Friday, 크리스마스 연휴 중 Christmas Day는 휴무)

## 같이 보기
- 가장 큰 미술관 목록